# Russell Seitzinger
Russell F. Seitzinger – amerykański strzelec, multimedalista mistrzostw świata.
Był związany z miastem Pittsburgh. W 1922 roku wstąpił do Marines, w którym był kapralem i sierżantem zbrojmistrzem.
Seitzinger jest dziewięciokrotnym medalistą mistrzostw świata, zdobywając w zawodach indywidualnych dwa medale. Podczas turnieju w 1930 roku został mistrzem świata w karabinie dowolnym klęcząc z 300 m, zaś rok wcześniej stanął na trzecim stopniu podium w postawie stojącej. Ponadto był trzykrotnym drużynowym mistrzem świata z 1930 roku. Wśród swoich startów najwięcej miejsc na podium uzyskał również w Antwerpii (5).

## Medale mistrzostw świata
Opracowano na podstawie materiałów źródłowych:
| Mistrzostwa     | Konkurencja                                     | Wynik                                          | Miejsce |
| --------------- | ----------------------------------------------- | ---------------------------------------------- | ------- |
| Loosduinen 1928 | Karabin dowolny, trzy postawy, 300 m, drużynowo | 5339 pkt. (druż.) 1055 pkt. ind. (382–360–313) |         |
| Sztokholm 1929  | Karabin dowolny, trzy postawy, 300 m, drużynowo | 5397 pkt. (druż.) 1090 pkt. ind. (375–368–347) |         |
| Sztokholm 1929  | Karabin dowolny stojąc, 300 m                   | 347 pkt.                                       |         |
| Sztokholm 1929  | Karabin małokalibrowy leżąc, 50 m, drużynowo    | 1857 pkt. (druż.)                              |         |
| Antwerpia 1930  | Karabin dowolny, trzy postawy, 300 m, drużynowo | 5441 pkt. (druż.) 1094 pkt. ind. (385–375–334) |         |
| Antwerpia 1930  | Karabin dowolny klęcząc, 300 m                  | 375 pkt.                                       |         |
| Antwerpia 1930  | Karabin małokalibrowy leżąc, 50 m, drużynowo    | 1900 pkt. (druż.) 386 pkt. (ind.)              |         |
| Antwerpia 1930  | Karabin małokalibrowy klęcząc, 50 m, drużynowo  | 1877 pkt. (druż.)                              |         |
| Antwerpia 1930  | Karabin małokalibrowy stojąc, 50 m, drużynowo   | 1804 pkt. (druż.) 357 pkt. (ind.)              |         |